# Pod Jatnym
Pod Jatnym – osada leśna w Polsce położona w województwie śląskim, w powiecie częstochowskim, w gminie Koniecpol.
W latach 1975–1998 miejscowość administracyjnie należała do województwa częstochowskiego.